# کریستیناپولیس
کریستیناپولیس (به پرتغالی: Cristinápolis) یک منطقهٔ مسکونی در برزیل است که در سرژیپه واقع شده‌است. کریستیناپولیس ۲۵۱٫۳ کیلومتر مربع مساحت و ۱۸٬۰۲۹ نفر جمعیت دارد و ۱۴۵ متر بالاتر از سطح دریا واقع شده‌است.